# Oberschönegg
Oberschönegg é um município da Alemanha, situado no distrito de Baixa Algóvia, no estado da Baviera. Tem 18,28 km² de área, e sua população em 2019 foi estimada em 978 habitantes.